# Amicodisca
Amicodisca är ett släkte av svampar. Amicodisca ingår i familjen Hyaloscyphaceae, ordningen disksvampar, klassen Leotiomycetes, divisionen sporsäcksvampar och riket svampar.
Arter enligt Mycobank:
- Amicodisca brdensis
- Amicodisca castaneae
- Amicodisca groenlandica
- Amicodisca svrcekii
- Amicodisca virella
- Amicodisca viridicoma